# Danny O'Shea
Pour les articles homonymes, voir O'Shea.
Danny O'Shea (né le 15 juin 1945 à Ajax au Canada) est un joueur professionnel canadien de hockey sur glace qui évoluait au poste de centre. Danny est le frère du joueur de hockey de la LNH, Kevin O'Shea.

## Statistiques
| Saison     | Équipe                       | Ligue          |     | Saison régulière | Saison régulière | Saison régulière | Saison régulière | Saison régulière |    | Séries éliminatoires | Séries éliminatoires | Séries éliminatoires | Séries éliminatoires | Séries éliminatoires |
| Saison     | Équipe                       | Ligue          | PJ  | B                | A                | Pts              | Pun              | PJ               | B  | A                    | Pts                  | Pun                  |                      |                      |
| 1961-1962  | Petes de Peterborough        | OHA            | 47  | 5                | 4                | 9                | 21               |                  |    |                      |                      |                      |                      |                      |
| 1962-1963  | Petes de Peterborough        | OHA            | 30  | 7                | 7                | 14               | 16               |                  |    |                      |                      |                      |                      |                      |
| 1963-1964  | Generals d'Oshawa            | OHA            | 55  | 30               | 49               | 79               | 92               | 6                | 6  | 3                    | 9                    | 16                   |                      |                      |
| 1964-1965  | Generals d'Oshawa            | OHA            | 24  | 16               | 19               | 35               | 60               | 6                | 0  | 5                    | 5                    | 17                   |                      |                      |
| 1965-1966  | Generals d'Oshawa            | OHA            | 48  | 36               | 45               | 81               | 132              | 17               | 15 | 18                   | 33                   | 47                   |                      |                      |
| 1965-1966  | Generals d'Oshawa            | Coupe Memorial | --  | --               | --               | --               | --               | 12               | 11 | 14                   | 25                   | 20                   |                      |                      |
| 1967-1968  | Nationals de Winnipeg        | WCSHL          | ?   | 7                | 5                | 12               | 27               | --               | -- | --                   | --                   | --                   |                      |                      |
| 1968-1969  | North Stars du Minnesota     | LNH            | 74  | 15               | 34               | 49               | 88               | --               | -- | --                   | --                   | --                   |                      |                      |
| 1969-1970  | North Stars du Minnesota     | LNH            | 75  | 10               | 24               | 34               | 82               | 6                | 1  | 0                    | 1                    | 8                    |                      |                      |
| 1970-1971  | North Stars du Minnesota     | LNH            | 59  | 14               | 12               | 26               | 16               | --               | -- | --                   | --                   | --                   |                      |                      |
| 1970-1971  | Black Hawks de Chicago       | LNH            | 18  | 4                | 7                | 11               | 10               | 18               | 2  | 5                    | 7                    | 15                   |                      |                      |
| 1971-1972  | Black Hawks de Chicago       | LNH            | 48  | 6                | 9                | 15               | 28               | --               | -- | --                   | --                   | --                   |                      |                      |
| 1971-1972  | Blues de Saint-Louis         | LNH            | 20  | 3                | 3                | 6                | 11               | 10               | 0  | 2                    | 2                    | 36                   |                      |                      |
| 1972-1973  | Blues de Saint-Louis         | LNH            | 76  | 12               | 26               | 38               | 30               | 5                | 0  | 0                    | 0                    | 2                    |                      |                      |
| 1974-1975  | Fighting Saints du Minnesota | AMH            | 76  | 16               | 25               | 41               |                  | 11               | 0  | 0                    | 0                    | 0                    |                      |                      |
| Totaux LNH | Totaux LNH                   | Totaux LNH     | 370 | 64               | 115              | 179              | 265              | 39               | 3  | 7                    | 10                   | 61                   |                      |                      |